# Törökország a 2006. évi téli olimpiai játékokon
Törökország az olaszországi Torinóban megrendezett 2006. évi téli olimpiai játékok egyik részt vevő nemzete volt. Az országot az olimpián 3 sportágban 6 sportoló képviselte, akik érmet nem szereztek.

## Alpesisí
Férfi
| Versenyző  | Versenyszám      | 1. futam | 1. futam | 2. futam   | 2. futam   | Összesítés | Összesítés |         |         |
| Versenyző  | Versenyszám      | Idő      | Hely.    | Idő        | Hely.      | Idő        | Helyezés   |         |         |
| ---------- | ---------------- | -------- | -------- | ---------- | ---------- | ---------- | ---------- | ------- | ------- |
| Hamit Şare | Műlesiklás       | 1:07,57  | 53.*     | 1:01,56    | 39.        | 2:09,13    | 40.        |         |         |
| Hamit Şare | Óriás-műlesiklás | 1:52,13  | 46.      | nem indult | nem indult | kiesett    | kiesett    | kiesett | kiesett |

Női
| Versenyző    | Versenyszám      | 1. futam      | 1. futam      | 2. futam | 2. futam | Összesítés | Összesítés |
| Versenyző    | Versenyszám      | Idő           | Hely.         | Idő      | Hely.    | Idő        | Helyezés   |
| ------------ | ---------------- | ------------- | ------------- | -------- | -------- | ---------- | ---------- |
| Duygu Ulusoy | Műlesiklás       | nem ért célba | nem ért célba | kiesett  | kiesett  | kiesett    | kiesett    |
| Duygu Ulusoy | Óriás-műlesiklás | 1:11,43       | 48.           | 1:19,38  | 36.      | 2:30,81    | 37.        |

* - egy másik versenyzővel azonos eredményt ért el

## Műkorcsolya
| Versenyző       | Versenyszám | Rövid program | Rövid program | Kűr   | Kűr   | Összesítés | Összesítés |
| Versenyző       | Versenyszám | Pont          | Hely.         | Pont  | Hely. | Pont       | Helyezés   |
| --------------- | ----------- | ------------- | ------------- | ----- | ----- | ---------- | ---------- |
| Tuğba Karademir | Női egyéni  | 44,20         | 22.           | 79,44 | 21.   | 123,64     | 21.        |

## Sífutás
Férfi
| Versenyző                              | Versenyszám  | Selejtező | Selejtező | Negyeddöntő | Negyeddöntő | Elődöntő | Elődöntő | B döntő | B döntő | Döntő         | Döntő         |
| Versenyző                              | Versenyszám  | Idő       | Hely.     | Idő         | Hely.       | Idő      | Hely.    | Idő     | Hely.   | Idő           | Helyezés      |
| -------------------------------------- | ------------ | --------- | --------- | ----------- | ----------- | -------- | -------- | ------- | ------- | ------------- | ------------- |
| Muhammet Kızılarslan                   | Sprint       | 2:28,94   | 64.       | kiesett     | kiesett     | kiesett  | kiesett  | kiesett | kiesett | kiesett       | 64.           |
| Muhammet Kızılarslan                   | 15 km        |           |           |             |             |          |          |         |         | 45:06,8       | 74.           |
| Sabahattin Oğlago                      | Sprint       | 2:31,10   | 67.       | kiesett     | kiesett     | kiesett  | kiesett  | kiesett | kiesett | kiesett       | 67.           |
| Sabahattin Oğlago                      | 15 km        |           |           |             |             |          |          |         |         | 42:18,9       | 55.           |
| Sabahattin Oğlago                      | 30 km        |           |           |             |             |          |          |         |         | 1:28:03,8     | 65.           |
| Sabahattin Oğlago                      | 50 km        |           |           |             |             |          |          |         |         | nem ért célba | nem ért célba |
| Muhammet Kızılarslan Sabahattin Oğlago | Csapatsprint | 19:46,5   | 12.       |             |             |          |          |         |         | kiesett       | 22.           |

Női
| Versenyző    | Versenyszám | Selejtező | Selejtező | Negyeddöntő | Negyeddöntő | Elődöntő | Elődöntő | B döntő | B döntő | Döntő         | Döntő         |
| Versenyző    | Versenyszám | Idő       | Hely.     | Idő         | Hely.       | Idő      | Hely.    | Idő     | Hely.   | Idő           | Helyezés      |
| ------------ | ----------- | --------- | --------- | ----------- | ----------- | -------- | -------- | ------- | ------- | ------------- | ------------- |
| Kelime Aydın | Sprint      | 2:33,33   | 63.       | kiesett     | kiesett     | kiesett  | kiesett  | kiesett | kiesett | kiesett       | 63.           |
| Kelime Aydın | 10 km       |           |           |             |             |          |          |         |         | 31:47,1       | 52.           |
| Kelime Aydın | 15 km       |           |           |             |             |          |          |         |         | nem ért célba | nem ért célba |
| Kelime Aydın | 30 km       |           |           |             |             |          |          |         |         | 1:34:07,2     | 49.           |